# جویو دو کانتو ای کاسترو
جویو دو کانتو ای کاسترو (انگلیسی: João do Canto e Castro؛ ۱۹ مهٔ ۱۸۶۲ – ۱۴ مارس ۱۹۳۴) یک سیاست‌مدار اهل پرتغال بود.